# Tryphosella schellenbergi
Tryphosella schellenbergi is een vlokreeftensoort uit de familie van de Lysianassidae. De wetenschappelijke naam van de soort is voor het eerst geldig gepubliceerd in 1976 door Lowry & Bullock.